# Eddleston
Eddleston är en by och civil parish i kommun Scottish Borders i Skottland. Byn är belägen 6 km från Peebles. Orten hade 141 invånare år 1971.